# Tajna gornovo podzemel'ja
Tajna gornovo podzemel'ja (Тайна горного подземелья) è un film del 1975 diretto da Lev Solomonovič Mirskij.

## Trama
Quattro scolari si ritrovano in una grotta, che era un magazzino fascista di armi e documenti durante la Grande Guerra Patriottica. A seguito di tremori, i giovani eroi si trovano inaspettatamente murati. Alla ricerca di una via d'uscita, i ragazzi trascorreranno diversi giorni.